# 2:30-Stunden-Rennen auf dem Nürburgring 1999

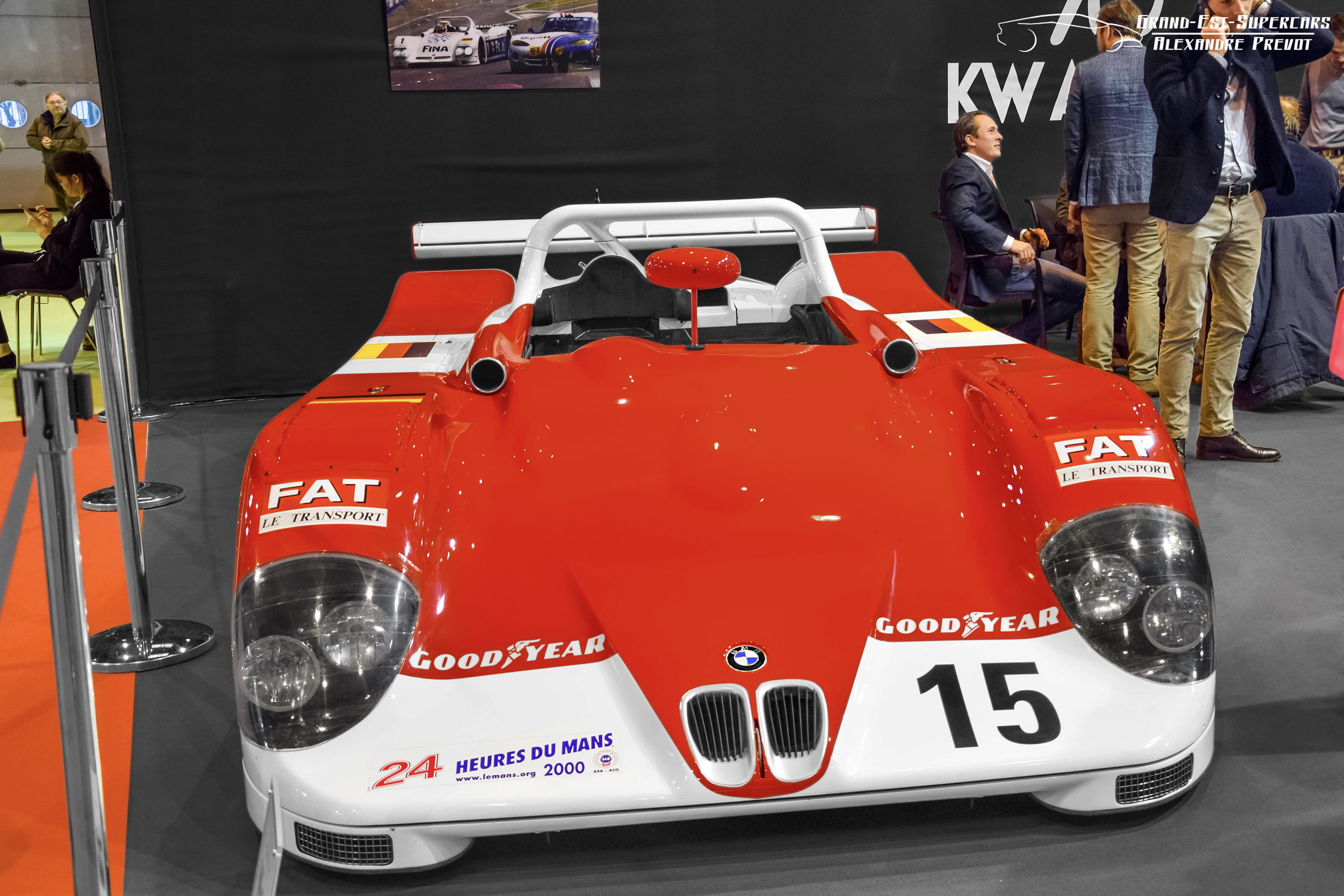
BMW V12 LM Chassis Nummer 1; am Nürburgring gefahren von Pedro Lamy und Thomas Bscher

Das 2:30-Stunden-Rennen auf dem Nürburgring 1999, auch DMC/ADAC Sportwagen-Festival (SportRacing World Cup), Nürburgring, fand am 5. September auf dem Nürburgring statt und war der siebte Wertungslauf der FIA-Sportwagen-Meisterschaft dieses Jahres.

## Das Rennen
Nach einer Unterbrechung von acht Jahren fand auf dem Nürburgring wieder ein internationales Sportwagenrennen statt. Im Rahmen der Sportwagen-Weltmeisterschaft 1991 wurde ein 430-km-Rennen ausgetragen, dass mit dem Gesamtsieg von David Brabham und Derek Warwick im Jaguar XJR-14 endete.
1999 betrug die Renndistanz erneut 430 Kilometer, die sich aus der Renndauer von 2 Stunden und 30 Minuten ergaben. Das Rennen endete mit dem Gesamtsieg von Jean-Marc Gounon und Éric Bernard im DAMS-Lola B98/10, die im Ziel den knappen Vorsprung von 15 Sekunden auf den Ferrari 333SP von Christian Pescatori und Emanuele Moncini hatten.

## Ergebnisse

### Schlussklassement
| 1               | SR1 | 12 | DAMS Team                    | Jean-Marc Gounon Éric Bernard                    | Lola B98/10          | 94 |
| 2               | SR1 | 23 | BMS Scuderia Italia          | Christian Pescatori Emanuele Moncini             | Ferrari 333SP        | 94 |
| 3               | SR1 | 1  | JB Giesse Team Ferrari       | Emmanuel Collard Vincenzo Sospiri                | Ferrari 333SP        | 94 |
| 4               | SR1 | 17 | Price & Bscher               | Pedro Lamy Thomas Bscher                         | BMW V12 LM           | 93 |
| 5               | SR1 | 2  | JB Giesse Team Ferrari       | Mauro Baldi Max Angelelli                        | Ferrari 333SP        | 93 |
| 6               | SR1 | 22 | BMS Scuderia Italia          | Marco Zadra Angelo Zadra                         | Ferrari 333SP        | 92 |
| 7               | SR1 | 26 | Italtechnica                 | Luca Drudi Gianluca Giraudi                      | Ferrari 333SP        | 90 |
| 8               | SR1 | 4  | Autosport Racing             | Enzo Calderari Lilian Bryner Jean-Denis Delétraz | Ferrari 333SP        | 88 |
| 9               | SR1 | 6  | Dutch National Racing Team   | Alexander van der Lof Dick Waaijenberg           | Ferrari 333SP        | 88 |
| 10              | SR1 | 3  | G4 Team Gebhardt Racing Cars | Frank Jelinski Stanley Dickens Michael Herich    | Gebhardt G4          | 88 |
| 11              | SR2 | 55 | Tampolli Engineering         | Giovanna Amati Angelo Lancelotti Guido Knicz     | Tampolli SR2 RTA-99  | 82 |
| 12              | SR2 | 58 | Ebrt Schroder Motorsport     | Martin Henderson Stephane van Dyck               | Pilbeam MP84         | 81 |
| 13              | SR2 | 61 | Grove                        | Alan Craggs Mike Chittenden Mike Catlow          | Grove Mk.2           | 61 |
| Disqualifiziert |     |    |                              |                                                  |                      |    |
| 14              | SR2 | 57 | Scuderia Giudici             | Raffaele Raimondi Gianni Giudici                 | Picchio MB1          | 72 |
| Ausgefallen     |     |    |                              |                                                  |                      |    |
| 15              | SR1 | 15 | Target 24                    | Andrea de Lorenzi Alex Caffi                     | Riley & Scott Mk III | 85 |
| 16              | SR1 | 27 | Doran Lista                  | Didier Theys Fredy Lienhard                      | Ferrari 333SP        | 85 |
| 17              | SR2 | 62 | Turbomotor                   | Filippo Francioni Roberto Tonetti                | Sighinolfi 1999      | 70 |
| 18              | SR1 | 10 | Kremer Racing                | John Nielsen Grant Orbell                        | Lola B98/10          | 67 |
| 19              | SR1 | 31 | Riley & Scott Europe         | Philippe Gache Franck Lagorce                    | Riley & Scott Mk III | 64 |
| 20              | SR2 | 56 | Tampolli Engineering         | Paolo Maccari Arturo Merzario                    | Tampolli SR2 RTA-99  | 61 |
| 21              | SR2 | 60 | Lucchini Engineering         | Salvatore Ronca Massimo Saccomanno               | Lucchini SR2 99      | 43 |
| 22              | SR1 | 18 | Simpson Engineering          | Viktor Maslov Nigel Greensall                    | Matrix MXP           | 40 |
| 23              | SR1 | 5  | GLV Brums                    | Gastón Mazzacane Giovanni Lavaggi                | Ferrari 333SP        | 33 |
| 24              | SR2 | 63 | Redman Bright                | Peter Owen Mark Smithson                         | Pilbeam MB84         | 8  |
| 25              | SR2 | 99 | Pi.R. Bruneau                | Phil Burgan Pierre Bruneau                       | Debora LMP296        | 4  |
| 26              | SR2 | 53 | Siliprandi                   | Piergiuseppe Peroni Leonardo Maddalena           | Lucchini SR2 99      | 1  |

### Nur in der Meldeliste
Hier finden sich Teams, Fahrer und Fahrzeuge, die ursprünglich für das Rennen gemeldet waren, aber aus den unterschiedlichsten Gründen daran nicht teilnahmen.
| Pos. | Klasse | Nr. | Team                       | Fahrer                               | Chassis              |
| ---- | ------ | --- | -------------------------- | ------------------------------------ | -------------------- |
| 27   | SR1    | 7   | BPR Competition            | Remko Papenburg Bert Ploeg           | Kremer K8            |
| 28   | SR1    | 9   | Kremer Racing              |                                      | Kremer K8            |
| 29   | SR1    | 11  | SCI                        | Ranieri Randaccio Stefano Sebastiani | Lucchini SR1-98      |
| 30   | SR1    | 16  | Conrero                    |                                      | Riley & Scott Mk III |
| 31   | SR1    | 25  | RWS Motorsport             | Luca Riccitelli Günther Blieninger   | Riley & Scott Mk III |
| 32   | SR1    | 40  | Multimatic Karjala Pirelli | Scott Maxwell Harri Toivonen         | Lola B98/10          |
| 33   | SR2    | 51  | Mark Bailey Racing         |                                      | MBR 972              |
| 34   | SR2    | 59  | Tampolli Engineering       |                                      | Tampolli SR2 RTA-99  |
| 35   | SR2    | 64  | Redman Bright              |                                      | Pilbeam MP84         |

### Klassensieger
| Klasse | Fahrer           | Fahrer            | Fahrer      | Fahrzeug            | Platzierung im Gesamtklassement |
| ------ | ---------------- | ----------------- | ----------- | ------------------- | ------------------------------- |
| SR1    | Jean-Marc Gounon | Éric Bernard      |             | Lola B98/10         | Gesamtsieg                      |
| SR2    | Giovanna Amati   | Angelo Lancelotti | Guido Knicz | Tampolli SR2 RTA-99 | Rang 11                         |

### Renndaten
- Gemeldet: 35
- Gestartet: 26
- Gewertet: 13
- Rennklassen: 2
- Zuschauer: unbekannt
- Wetter am Renntag: heiß und trocken
- Streckenlänge: 4,556 km
- Fahrzeit des Siegerteams: 2:30:06,273 Stunden
- Gesamtrunden des Siegerteams: 94
- Gesamtdistanz des Siegerteams: 428,264 km
- Siegerschnitt: 171,186 km/h
- Pole Position: Christian Pescatori – Ferrari 333SP (#23) – 1:29,992 = 182,256 km/h
- Schnellste Rennrunde: Grant Orbell – Lola B98/10 (#10) – 1:31,794 = 178,678 km/h
- Rennserie: 7. Lauf zur FIA-Sportwagen-Meisterschaft 1999